# Anna Smoczyńska
Anna Smoczyńska (ur. 1896, zm. 20 grudnia 1971) – polska działaczka społeczna i narodowa, radna Poznania, sekretarz generalna „Opieki Polskiej nad Rodakami na Obczyźnie”, członkini Zarządu Głównego Narodowej Organizacji Kobiet w Poznaniu.

## Życiorys

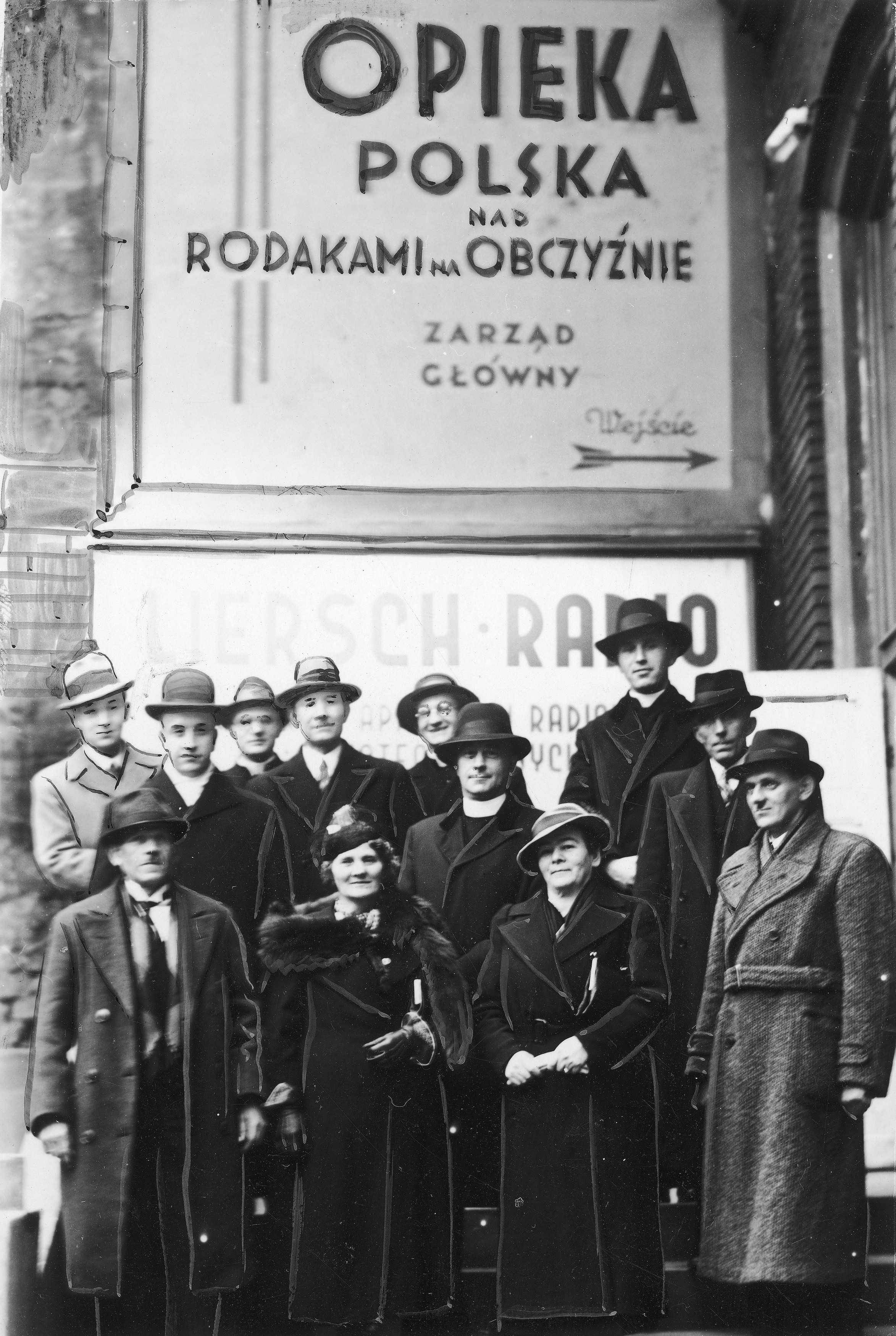
Delegacja Związku Polaków w Belgii podczas pobytu w Poznaniu. Anna Smoczyńska druga z prawej w pierwszym rzędzie.

Zaczęła pracę w wieku 14 lat z powodu pozbawienia żywiciela rodziny. W 1918 była posłanką na Polski Sejm Dzielnicowy. Na początku lat 20. była przewodniczącą sekcji propagandy komitetu Polskiego Czerwonego Krzyża w Poznaniu. Od 1925 sprawowała mandat radnej Poznania. Była członkinią Narodowego Klubu Radnych. Należała do Gminnej Komisji Opieki Społecznej. 
Długoletnia przewodnicząca Stowarzyszenia Żeńskiej Młodzieży Kupieckiej, członkini Zarządu Głównego Związku Kobiet Pracujących, prezydentka Sodalicji Pań Zawodu Kupieckiego, wiceprzewodnicząca komisji egzaminacyjnej w Izbie Rzemieślniczej. Członkini Zarządu Narodowej Organizacji Kobiet w Poznaniu i członkini Stowarzyszenia Młodych Polek. Sekretarz generalna „Opieki Polskiej nad Rodakami na Obczyźnie”
W 1929 kandydowała do Rady Miejskiej Poznania z listy nr 10 (Narodowy Obóz Gospodarczy). Rok później weszła w skład Komisji Przyjęcia Polaków z Zagranicy I Krajowego Kongresu Eucharystycznego w Polsce. Od 1932 do 1934 była członkinią Zarządu Głównego Ligi Katolickiej w Archidiecezji Gnieźnieńskiej i Poznańskiej. Zasiadała w Sekretariacie Generalnym Związku Stowarzyszeń Katolickich Kobiet Pracujących Archidiecezji Gnieźnieńsko-Poznańskiej. W 1935 była członkinią komitetu obywatelskiego przy Towarzystwie Uczestników Powstania Wielkopolskiego 1918/19 im. Ignacego Paderewskiego. W 1936 została wybrana członkinią Związku Popierania Polskiego Stanu Posiadania. W 1938 ponownie została wybrana do Rady Miejskiej z listy Stronnictwa Narodowego w okręgu nr III. W trakcie sprawowania mandatu radnej była członkinią komisji finansowo-budżetowej i Wydziału Wykonawczego Miejskiego Komitetu Obywatelskiego do Walki z Bezrobociem. 
Zmarła 20 grudnia 1971. Została pochowana na Cmentarzu Górczyńskim w Poznaniu. 

## Ordery i odznaczenia
- Złoty Krzyż Zasługi Stowarzyszenia Młodych Polek[10]